# Njurba
Njurba (in lingua sakha Ньурба - traslitterato N'urba - , in russo Hюpбa?) è una città della Russia situata nell'estremo oriente russo, nella Sakha-Jacuzia, nella Siberia settentrionale.

## Geografia fisica

### Territorio
La città è situata sul fiume Viljuj, 846 chilometri a nordest dalla capitale della Sacha-Jacuzia, Jakutsk.

## Storia
La città fu fondata nel 1930; ricevette lo status di villaggio urbano nel 1958 e lo status di città nel 1998. 

## Società

### Evoluzione demografica
Njurba ha avuto un lieve calo demografico negli ultimi anni: contava 11.934 nel 1989 e 9.508 abitanti nel 2010.
| 1989   | 1996   | 2000   | 2002   | 2007  | 2010  |
| ------ | ------ | ------ | ------ | ----- | ----- |
| 11 934 | 11 500 | 11 000 | 10 309 | 9 900 | 9 508 |